# آلیس این...
آلیس این... (به انگلیسی: Alice In...) ناشر موسیقی سو گرفته از ایندی اینداستریال می‌باشد که دفتر اصلی آن در هسن، آلمان قرار دارد.